# جمل ظهیری
جمل ظهیری (انگلیسی: Jamel Zahiri؛ زادهٔ ۸ نوامبر ۱۹۸۵) بازیکن فوتبال اهل مراکش است.
از باشگاه‌هایی که در آن بازی کرده‌است می‌توان به باشگاه فوتبال ستاره سرخ و باشگاه فوتبال آنژه اشاره کرد.